# Zariá (Výselki, Krasnodar)
Zariá (en ruso: Заря) es un selo del raión de Výselki del krai de Krasnodar, en Rusia. Está situado a orillas del río Beisug, 9 km al norte de Výselki y 84 km al nordeste de Krasnodar, la capital del krai. Tenía 708 habitantes en 2010.
Pertenece al municipio Berezánskoye.

## Transporte
Por la localidad pasa la carretera federal M4 Don.